# كفريا (البقاع)
كفريا  هي إحدى القرى اللبنانية من قرى قضاء البقاع الغربي في محافظة البقاع. تقع كفريا على السفح الشرقي لجبل الباروك على ارتفاع 1100 م فوق سطح البحر، مما يجعلها قرية اصطيافية من الطراز الأول، وتمتد على مساحة 22 كلم مربع.
تبعد كفريا عن العاصمة بيروت 65 كلم، وتبعد عن عروس البقاع زحلة 33 كلم وعن جب جنين 7 كلم.
تعتبر كفريا همزة وصل بين قضائي البقاع الغربي والشوف حيث تم شق طريق جبلي بين كفريا في البقاع الغربي ومعاصر الشوف سنة 1963 من قبل المشروع الأخضر اللبناني، مما سهل عبور السيارات والشاحنات من وإلى البقاع. ويقام سنويا على هذا الطريق الجبلي الوعر إحدى مراحل رالي لبنان الدولي في اواخر شهر حزيران من كل عام.
يبلغ عدد سكان كفريا حوالي 1200 نسمة (2008) بينما يبلغ عدد الناخبين المسجلين على لوائح الشطب حوالي 1000 منتخب. ويعود سبب هذا الفارق في الاعداد إلى هجرة اهالي البلدة إلى عالم الاغتراب حيث بدأت الهجرة منذ بداية القرن العشرين وتسارعت وتيرتها في خمسينيات وستينيات القرن الماضي. وكذلك ساعدت الحرب الاهلية اللبنانية (1975-1991) على هجرة الكثير من الادمغة كسائر القرى والبلدات اللبنانية.
تشتهر كفريا بمحاصيلها الزراعية ويعتبر محصول العنب من أهم المحاصيل الزراعية حيث ينتج سنويا حوالي 5000 طن يذهب معظمة لأنتاج الخمور. ويوجد في كفريا ثلاث خمارات تنتج اجود أنواع الخمور الحائزين على جوائز عالمية في الجودة والمذاق.
إضافة إلى ذلك تنتج كفريا التفاح والإجاص والدرانق واللوز والجوز وزيت الزيتون والفستق الحلبي ومختلف أنواع الحبوب والبقول والخضار. نستوحي من اسم كفريا أثراً آرامياً، حيث أن اسمها يعني بالآرامية ’’القرية‘‘ ! وهي تحمله بفخر، مع قريتين أخرى تين في لبنان تحمل نفس الاسم في أقضية الكورة والزهراني. ويعود اصل التسمية إلى كلمة فينيقية قديمة وهي كفر جرّا وتعني الجار والقريب أما الكفر فهو يعني القرية، وهكذا يمكن أن نقول أن معنى هذه التسمية هو قرية الجيران.